# 와일드 앳 하트
〈와일드 앳 하트〉(일본어: ワイルド アット ハート 와이루도 앗토 하토[*], 영어: Wild at Heart)는 아라시의 37번째 싱글이다.

## 개요
전작 〈미궁 러브송〉으로부터 약 4개월 만의 싱글. 2012년 1번째 싱글.
초회 한정반, 통상반의 2형태로의 발매.

## 수록곡

### 초회 한정반
CD
1. ワイルド アット ハート / 와일드 앳 하트
작사: Soluna / 작곡: Chris Janey, Junior Jokinen / 편곡: Trevor Ingram
  - 마츠모토 준 주연 후지 TV 계열 드라마 《럭키 세븐》 주제가
2. How Can I Love
작사: Octobar / 작곡: FOX, Octobar / 편곡: 요시오카 타쿠

DVD
1. ワイルド アット ハート (비디오 클립)

### 통상반
1. ワイルド アット ハート / 와일드 앳 하트
2. ついておいで / 따라와
작사: Mi-n / 작곡: iiiSAK, Anton Lindsjo / 편곡: ha-j
3. ふたりのカタチ / 두 사람의 형태
작사: 스도 마유미 / Rap 작사: 사쿠라이 쇼 / 작곡: 미츠루 이즈미 / 편곡: 이시즈카 토모키
4. ワイルド アット ハート（オリジナル・カラオケ）(오리지널 가라오케)
5. ついておいで（オリジナル・カラオケ）(오리지널 가라오케)
6. ふたりのカタチ（オリジナル・カラオケ）(오리지널 가라오케)